# Teodosio di Valacchia
Teodosio di Valacchia (... – 22 gennaio 1522) fu voivoda (principe) di Valacchia nel biennio 1521-1522.

## Biografia
Figlio di Basarab V Neagoe, il primo voivoda (principe) della stirpe dei Craiovești che riuscì ad intromettersi nelle contese dinastiche dei Basarabidi (Drăculești e Dănești) per il dominio sulla Valacchia, Teodosio successe al padre al momento della sua morte (15 settembre 1521). Data la giovane età, il principe venne affiancato da un consiglio di reggenza guidato dalla madre, Milica Despina Branković, e dallo zio Preda Craiovescu Ban d'Oltenia.
Già nell'ottobre/novembre del 1521 il giovane Teodosio perse il trono a causa dell'usurpatore Vlad VI Dragomir. Il Craiovești rientrò rapidamente in possesso della corona grazie all'intervento dell'Impero ottomano, nella persona di Maometto Bey Mihaloglu, parente del principe. Per meglio controllare la Valacchia, Maometto Mihaloglu ordinò però il trasferimento di Teodosio a sud del Danubio ed assunse de facto il controllo del regno dal 14 ottobre 1521 al 22 gennaio 1522.
In risposta all'intromissione ottomana negli affari valacchi, i boiari affidarono il comando del paese al Drăculești Radu V de la Afumați. Maometto Mihaloglu tentò inizialmente di rafforzare il potere di Teodosio riportandolo in Valacchia, poi decise di inviarlo definitivamente ad Istanbul insieme alla madre, al tesoro ed ai cannoni di cui disponeva. La lotta per il controllo della Valacchia venne combattuta per conto di Mihaloglu dal suo nuovo pupillo, Mircea III Dracul che non riuscì comunque ad impedire la conquista del potere da parte di Radu V.
Teodosio di Valacchia morì il 22 gennaio 1522 per una malattia infettiva (peste bubbonica o tubercolosi) che doveva aver contratto in seno alla famiglia.

## Ascendenza
|                          |                 |                   | Genitori                      |  |  | Nonni |  |  | Bisnonni           |  |  | Trisnonni |  |
|                          |                 |                   |                               |  |  |       |  |  | Neagoe Ștrehăianul |  |  | …         |  |
|                          |                 |                   |                               |  |  |       |  |  | Neagoe Ștrehăianul |  |  | …         |  |
|                          |                 | …                 |                               |  |  |       |  |  | Neagoe Ștrehăianul |  |  |           |  |
| Pârvu Craiovescu         |                 |                   |                               |  |  |       |  |  | Neagoe Ștrehăianul |  |  |           |  |
|                          |                 | Stana             | …                             |  |  |       |  |  |                    |  |  |           |  |
|                          |                 | Stana             | …                             |  |  |       |  |  |                    |  |  |           |  |
|                          |                 | Stana             | …                             |  |  |       |  |  |                    |  |  |           |  |
| Basarab V Neagoe         |                 | Stana             |                               |  |  |       |  |  |                    |  |  |           |  |
|                          |                 | …                 | …                             |  |  |       |  |  |                    |  |  |           |  |
|                          |                 | …                 | …                             |  |  |       |  |  |                    |  |  |           |  |
|                          |                 | …                 | …                             |  |  |       |  |  |                    |  |  |           |  |
| Neaga                    |                 | …                 |                               |  |  |       |  |  |                    |  |  |           |  |
|                          |                 | …                 | …                             |  |  |       |  |  |                    |  |  |           |  |
|                          |                 | …                 | …                             |  |  |       |  |  |                    |  |  |           |  |
|                          |                 | …                 | …                             |  |  |       |  |  |                    |  |  |           |  |
| Teodosio di Valacchia    |                 | …                 |                               |  |  |       |  |  |                    |  |  |           |  |
|                          | Đurađ Branković | Vuk Branković     |                               |  |  |       |  |  |                    |  |  |           |  |
|                          | Đurađ Branković | Vuk Branković     |                               |  |  |       |  |  |                    |  |  |           |  |
|                          | Đurađ Branković | Mara Lazarević    |                               |  |  |       |  |  |                    |  |  |           |  |
| Stefan III Branković     | Đurađ Branković |                   |                               |  |  |       |  |  |                    |  |  |           |  |
|                          |                 | Irene Cantacuzena | Teodoro Paleologo Cantacuzeno |  |  |       |  |  |                    |  |  |           |  |
|                          |                 | Irene Cantacuzena | Teodoro Paleologo Cantacuzeno |  |  |       |  |  |                    |  |  |           |  |
|                          |                 | Irene Cantacuzena | Elena Ouresina Doucaina       |  |  |       |  |  |                    |  |  |           |  |
| Milica Branković         |                 | Irene Cantacuzena |                               |  |  |       |  |  |                    |  |  |           |  |
|                          |                 | Giorgio Arianiti  | Komnen Arianiti               |  |  |       |  |  |                    |  |  |           |  |
|                          |                 | Giorgio Arianiti  | Komnen Arianiti               |  |  |       |  |  |                    |  |  |           |  |
|                          |                 | Giorgio Arianiti  | N. Sakati                     |  |  |       |  |  |                    |  |  |           |  |
| Angelina Arianit Komneni |                 | Giorgio Arianiti  |                               |  |  |       |  |  |                    |  |  |           |  |
|                          |                 | Maria Musachi     | Andrea III Muzaka             |  |  |       |  |  |                    |  |  |           |  |
|                          |                 | Maria Musachi     | Andrea III Muzaka             |  |  |       |  |  |                    |  |  |           |  |
|                          |                 | Maria Musachi     | Chiranna Zenevisi             |  |  |       |  |  |                    |  |  |           |  |
|                          |                 | Maria Musachi     |                               |  |  |       |  |  |                    |  |  |           |  |